# Meinrad von Einsiedeln

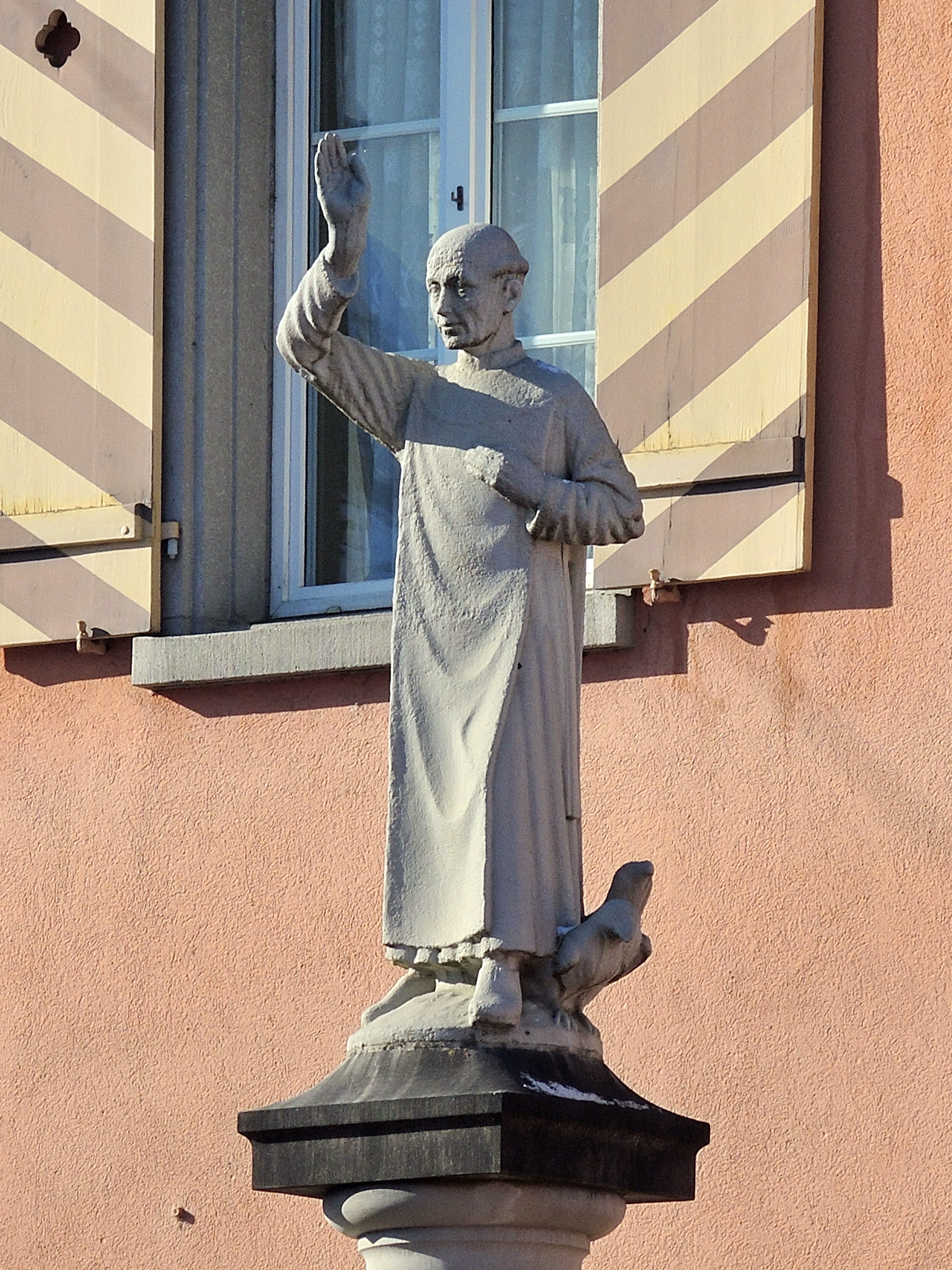
Statue beim Bahnhof Einsiedeln

Meinrad von Einsiedeln OSB (* um 797 bei Rottenburg (Württemberg); † 21. Januar 861 in Einsiedeln) war ein Eremit, auf den die Gründung des Klosters Einsiedeln zurückgeht.

## Leben

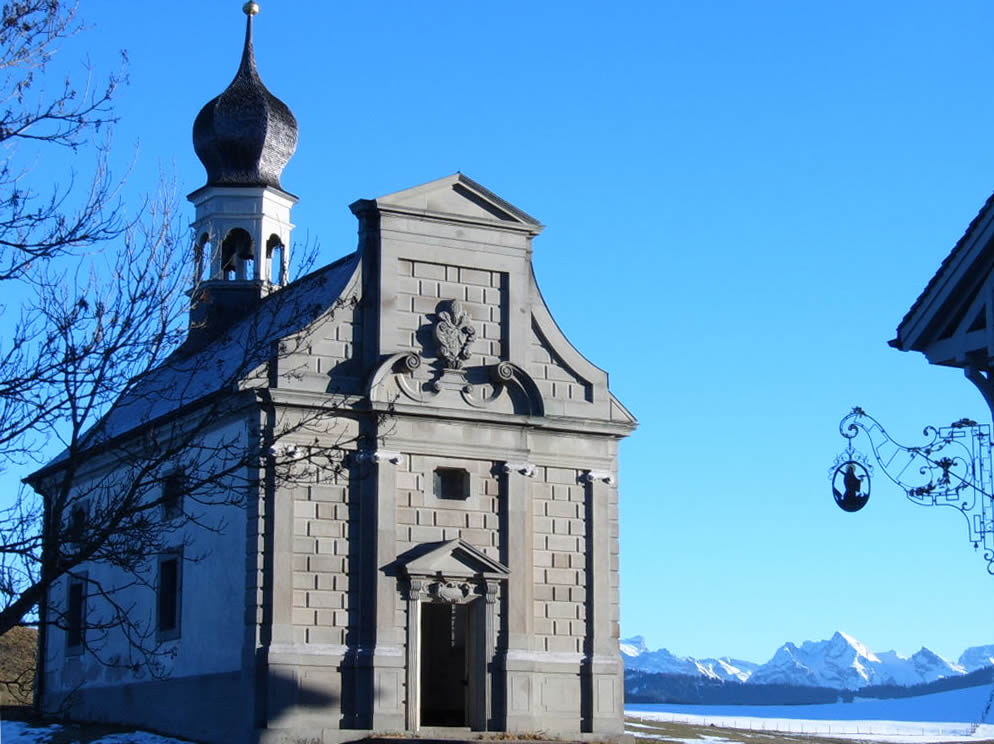
Kapelle St. Meinrad auf dem Etzelpass

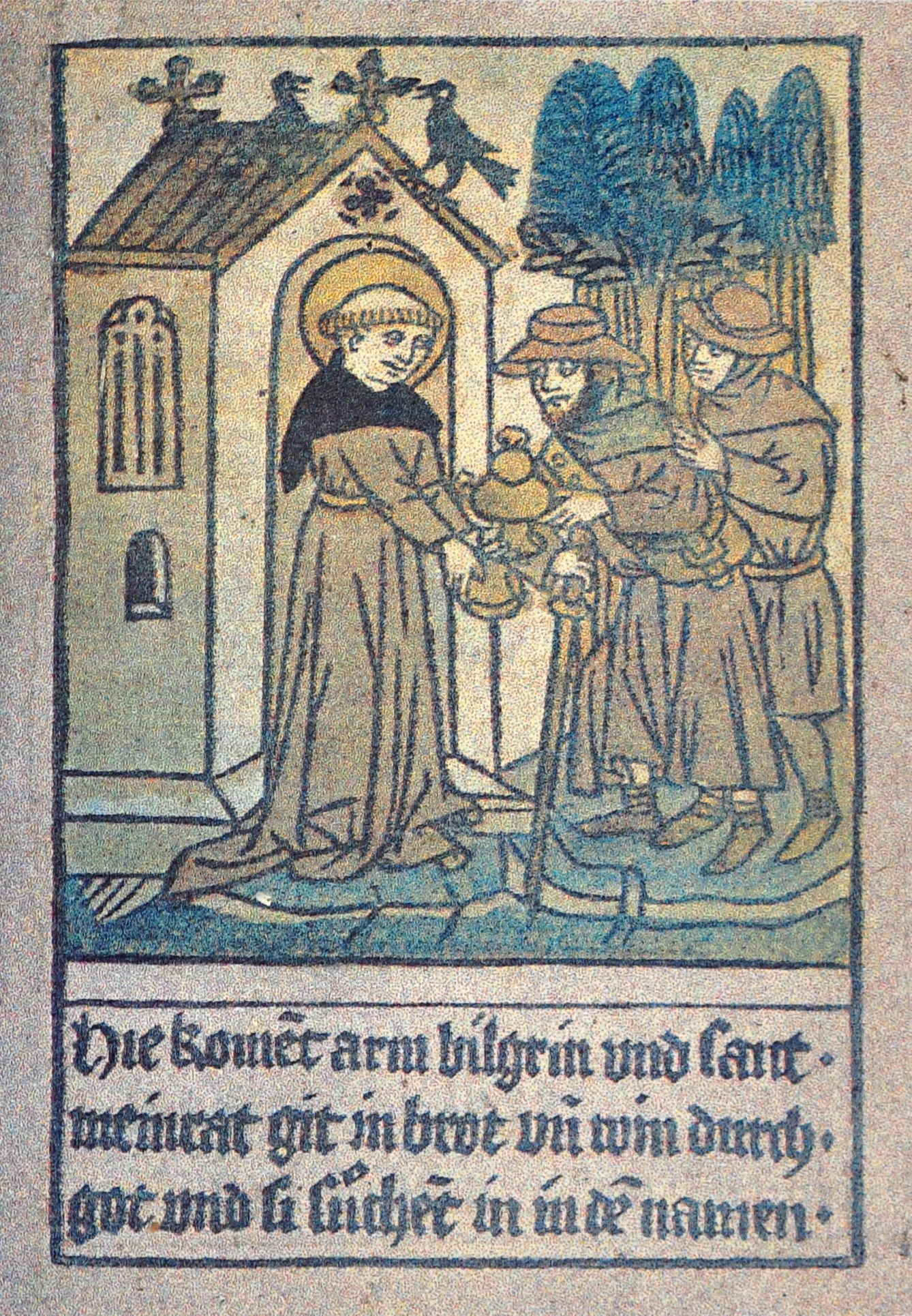
Meinrad und die zwei Räuber auf einer historischen Abbildung

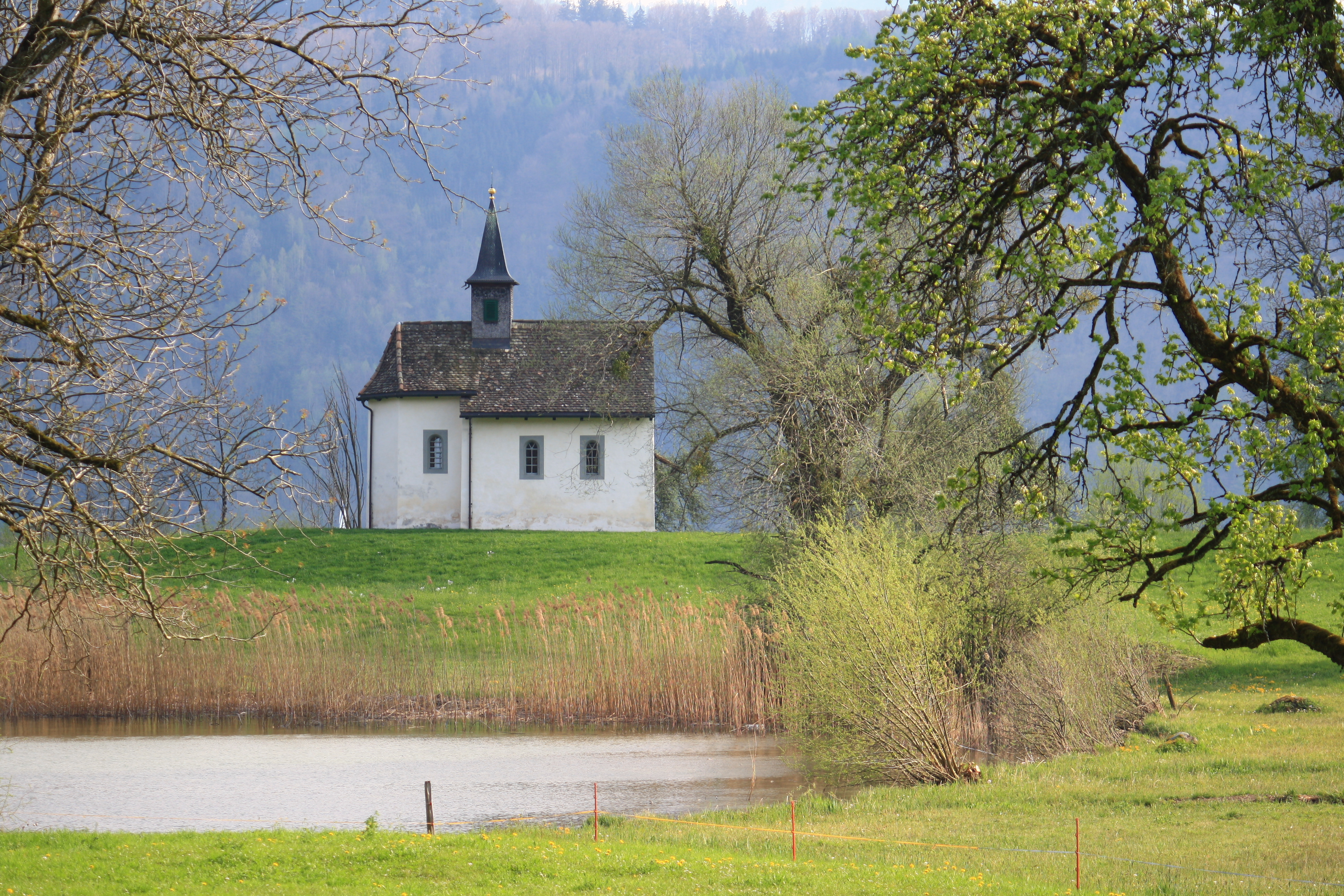
Kapelle St. Meinrad in Bollingen am oberen Zürichsee

Meinrad stammte einer historisch nicht haltbaren Legende nach aus der Familie der Grafen von Hohenzollern. Er wurde an der Klosterschule der Benediktinerabtei Reichenau im Bodensee von den Äbten Haito und Erlebald unterrichtet. Er trat ins Kloster ein und wurde Mönch. Nach einigen Jahren auf der Reichenau und im abhängigen Priorat „Babinchova“ (entspricht vielleicht dem heutigen Benken, südöstlich des Zürichsees) entschloss er sich für ein eremitisches Leben und zog sich 828 auf den Etzelpass zurück. Von den vielen Besuchern in seiner Sehnsucht nach Stille gestört, zog er 835 weiter in den „Finstern Wald“. Er soll an der Stelle, wo heute die Gnadenkapelle in der Klosterkirche Einsiedeln steht, eine Klause und eine Kapelle errichtet haben, um dort Gott zu dienen.
Der Legende nach wurde Meinrad am 21. Januar 861 von zwei Landstreichern erschlagen, welche die am Schrein von gläubigen Pilgern niedergelegten Schätze begehrten. Daraufhin sollen zwei Raben die Mörder verfolgt und vor Gericht geführt haben, wo sie unter dem Vorsitz des Grafen Adalbert des Erlauchten zum Tod auf dem Scheiterhaufen verurteilt wurden. Aus diesem Grund sind auf den Wappen von Kloster und Dorf Einsiedeln zwei Raben abgebildet.
Während der folgenden achtzig Jahre war die Klause „im finstern Wald“, wie man damals diese Gegend nannte, nie ohne einen oder mehrere Einsiedler, die dem Beispiel Meinrads folgten. Einer von ihnen, genannt Eberhard, zuvor Propst von Strassburg, errichtete im Jahre 934 ein Kloster, dessen erster Abt er wurde. Er gab der Gemeinschaft die Regel des heiligen Benedikt von Nursia.
Nachdem Meinrad nach seiner Ermordung zunächst auf der Klosterinsel Reichenau beigesetzt worden war, veranlasste der Reichenauer Abt Berno im Jahre 1039, mehr als 170 Jahre nach dem Tod des inzwischen als Märtyrer verehrten Meinrad, die Translation der Reliquien nach Einsiedeln. Am 13. Oktober 1039 wurde die durch einen Brand zerstörte Klosterkirche in Einsiedeln durch Abt Berno wieder eingeweiht. Berno dichtete und komponierte eigens für den Festtag das Festoffizium zu Ehren des Heiligen Meinrad, das heute noch in der gleichen Fassung von den Benediktinern in Einsiedeln gesungen und gebetet wird.
Die älteste Lebensbeschreibung wurde vermutlich noch im 9. Jahrhundert auf der Reichenau aufgeschrieben. Seit dem 10. Jahrhundert ist Meinrad dort in die liturgische Tradition eingefügt. Die älteste bekannte Handschrift befindet sich in der Stiftsbibliothek Einsiedeln (codex 249).
Durch den frühen Basler Buchdruck wurde die Legende des heiligen Meinrad unabhängig voneinander durch zwei dortige Druckereien der Inkunabelzeit populär gemacht. Die Erstausgabe erschien um 1481/1482 bei Bernhard Richel (GW-Ms K 248; ISTC il-00121500: Exemplare in Freiburg im Breisgau, München, Nürnberg). Michael Furter publizierte um 1491/1495 eine deutschsprachige und nach 1496 bis um 1505 weitere vier Ausgaben als illustrierte Drucke, sowie zwei Ausgaben in lateinischer Sprache 1496 und um 1505. Den Drucken war eine hundertjährige handschriftliche Überlieferung vorausgegangen (Handschriften in der Stiftsbibliothek St. Gallen, cod. 598, dat. 1432; Zentralbibliothek Zürich Ms. A 116), sowie das reich illustrierte Blockbuch, das um 1450/1460 vielleicht ebenfalls in Basel hergestellt wurde. Mit der Drucklegung gelang es den Einsiedler Benediktinern, die Wallfahrt zur marianischen Gnadenkapelle mit der Verehrung ihres Klostergründers zu verknüpfen.

### Heiliger Meinrad auf der Klosterinsel Reichenau
Folgende Darstellungen des Heiligen Meinrad finden sich auf der Insel Reichenau:
- Holzstatue mit Attribut Keule, Sakristei in Münster St. Maria und Markus, 17./18. Jahrhundert (Pendant zur Figur des Heiligen Benedikt mit Attribut Kelch)
- Glockenzier von Leonhard Eder (Glocke des Münsters St. Maria und Markus, Ton c`, Gewicht 2300 kg), 1986
- Steckborner Kachelofen, Ofenkachel, 1746/1747
- Holzdecke 1904, Münster St. Maria und Markus (heute Dachboden)
- Ölbild Meinrad mit Kopfwunde, Münsterpfarrhaus St. Maria und Markus, 17./18. Jahrhundert
- Bei der Weihe des neuen Altars im Reichenauer Münster am 20. September 1970 wurden neben Reliquien der Heiligen Primin und Markus, Gebeine des Erbauers Haito auch Reliquien des Heiligen Meinrad in den Altar eingebettet.

## Widmungen
Kirchen
- Kapelle St. Meinrad (Bollingen)
- Kapelle St. Meinrad (Etzelpass)
- St. Meinrad (Pfäffikon)
- St. Meinrad (Radolfzell)

Weiteres
- Meinradsbrunnen bei Pfäffikon
- Erzabtei St. Meinrad (OSB), Saint Meinrad, Spencer County (Indiana), USA
- Sankt-Meinrad-Gymnasium Rottenburg

## „Meinradweg“

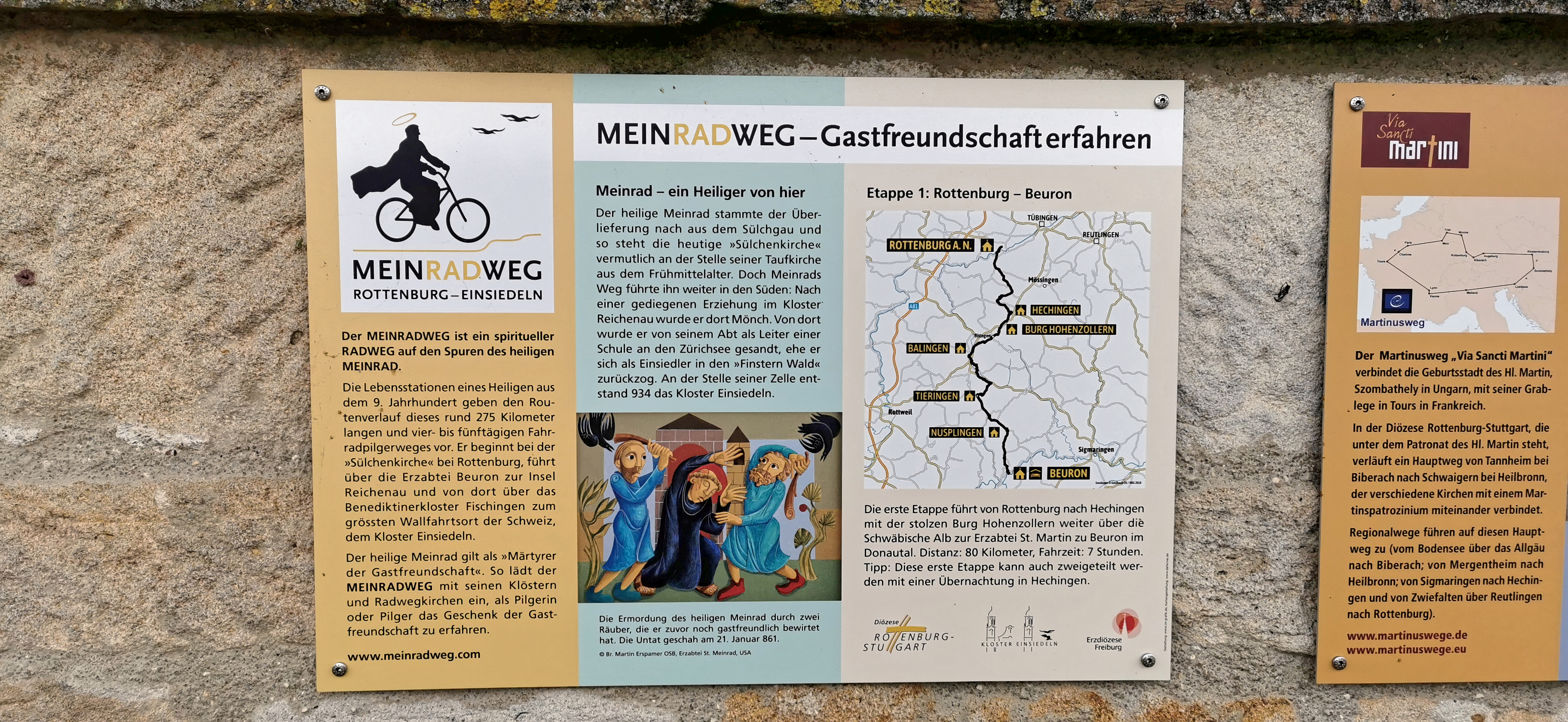
Infos an der Süchenkirche

Als „Meinradweg“ ist ein Radweg benannt nach dem Heiligen Meinrad. Er verbindet mit einer Gesamtstrecke von 275 km den Geburtsort Sülchen, eine Wüstung im Nordosten der Stadt Rottenburg am Neckar mit dem Kloster Einsiedeln in der Schweiz. Auf der Gesamtstrecke sind ca. 3300 Höhenmeter zu bewältigen, starke Anstiege gibt es bei der letzten Etappe zwischen Fischingen und Einsiedeln. Die Gesamtstrecke ist bei moderater Reisegeschwindigkeit in vier bis fünf Tagesetappen zu schaffen. Er geht von der Sülchenkirche über Erzabtei Beuron, Etappe 1 mit 80 km über die Insel Reichenau Etappe 2 mit ebenfalls 80 km zum Benediktinerkloster Fischingen mit 60 km als Etappe 3. Die vierte Etappe zwischen Fischingen und Einsiedeln mit noch mal 60 km  ist aufgrund der Passhöhen Hufftegg (934 m) und Etzelpass (950 m) die anspruchsvollste Etappe des Weges.